# Ho Weang Kee
Pour les articles homonymes, voir Ho.
Ho Weang Kee est une statisticienne malaisienne dont la recherche se concentre sur l'application de méthodes statistiques à l'analyse des données génétiques. Elle est professeure agrégée de statistiques au campus de l'Université de Nottingham en Malaisie (en) au département de mathématiques appliquées. En 2018, Ho a reçu le prix L'Oréal-UNESCO International Rising Talent en reconnaissance de son travail pour développer un modèle prédictif (en) estimant le risque de cancer du sein pour les femmes d'Asie du Sud-Est.

## Éducation
Ho a fréquenté l'université de Northumbria de 2002 à 2005 et a obtenu un Baccalauréat universitaire en sciences avec distinction (BSc (Hons)) en mathématiques. En 2005, elle a commencé ses études supérieures en mathématiques à l'université de Newcastle upon Tyne. L'intérêt précoce de Ho pour les mathématiques l'a finalement incitée à étudier les statistiques. Son conseiller doctoral, le biostatisticien Robin Henderson, lui a présenté les applications potentielles des mathématiques et des statistiques pour répondre aux questions scientifiques. Ho a mené des recherches sur la façon d'aborder et de tenir compte des données incomplètes dans les  études longitudinales et les analyses de survie. Elle a obtenu son doctorat en 2009.

## Carrière et recherche
La première expérience de recherche postdoctorale de Ho a été à l'Institut national de recherche en santé (en), où elle a appliqué une méthodologie mathématique avancée aux études de la parole et du développement de l'enfant et a formé des professionnels de la santé à l'utilisation de méthodes statistiques. En 2010, Ho est retournée à l'Université de Newcastle pour effectuer des recherches postdoctorales dans son école de mathématiques et de statistique. De janvier 2011 à avril 2013, Ho a travaillé comme statisticienne en médecine et génétique au Département de santé publique et de soins primaires de l'université de Cambridge.

### Prédire le risque de cancer du sein
En mai 2013, Ho a quitté le Royaume-Uni et est retournée en Malaisie. Un mois plus tard, en juin 2013, elle a rejoint le campus de l'Université de Nottingham en Malaisie (en) en tant que professeure adjointe au Département de mathématiques appliquées et a été promue professeure agrégée en 2017. Ho s'intéresse alors aux variations relativement courantes et plus subtiles associées au cancer du sein plutôt que les rares mutations de BRCA1 et BRCA2. Bien que le fait d'avoir une seule de ces variations entraîne généralement peu ou pas d'effet sur la santé d'une personne, l'héritage d'une combinaison de ces variations pourrait être préjudiciable au risque de cancer du sein. Ainsi, l'objectif de la recherche actuelle de Ho est de déterminer quelle combinaison de variations associées au risque de cancer du sein entraînera le plus grand risque de cancer du sein prévu. Les recherches de Ho utilisent les recherches menées par son amie et collègue Teo Soo Hwang, PDG de Cancer Research Malaysia, la plus grande étude sur le cancer du sein en Malaisie. La motivation de la recherche de Ho est d'améliorer l'efficience et l'efficacité du dépistage du cancer du sein en Malaisie, où le nombre de cas de cancer du sein devrait augmenter de 50% au cours de la prochaine décennie. En identifiant les femmes présentant un risque plus élevé de développer un cancer du sein, Ho espère établir un programme de dépistage du cancer du sein plus personnalisé et centré sur le patient. Elle a reçu le Prix L'Oréal-UNESCO pour les femmes en Malaisie en sciences Fellowship pour son travail en 2017, et nommée L'Oréal-UNESCO Rising Talent Award en 2018.

## Publications
- Ho WK, Henderson R, Philipson PM. « Tests for Hazard Transformation ». Stat Biosci. 2010; 2: 41-64. DOI 10.1007/s12561-010-9020-3.
- Consortium CARDIoGRAMplusC4D, Deloukas P, Kanoni S,..., Ho WK,..., Watkins H, Schunkert H, Samani NJ. « Large-scale association analysis identifies new risk loci for coronary artery disease ». Nat Genet. 2013; 45: 25-33. DOI 10.1038/ng.2480.
- Matthews JNS, Henderson R, Farewell DM, Ho WK, Rodgers LR. « Dropout in crossover and longitudinal studies: Is complete case so bad? » Stat Methods Med Res. 2014; 23 (1): 60-73. DOI 10.1177/0962280212445838.
- Hassan N, Ho WK, Mariapun S, Teo SH. « A cross sectional study on the motivators for Asian women to attend opportunistic mammography screening in a private hospital in Malaysia: the MyMammo study ». BMC Public Health. 2015; 15: 548. {{doi:10.1186/s12889-015-1892-1}}.
- Mariapun S, Ho WK, Kang PCE, Li J, Lindström S, Yip CH, Teo SH. « Variants in 6q25.1 Are Associated with Mammographic Density in Malaysian Chinese Women ». Cancer Epidemiol Biomarkers Prev. 2016; 25 (2): 327-333. DOI 10.1158/1055-9965.EPI-15-0746.

## Vie privée
Ho et son mari ont donné naissance à un garçon en 2013. Dans une interview, Ho a contesté le manque de soutien pour les femmes dans les STEM (en) en déclarant qu'il est possible d'atteindre un équilibre entre le travail et la famille.

## Prix et reconnaissances
- 2017 - Bourse L'Oréal-UNESCO Malaisie pour les femmes et la science
- 2018 - Prix L'Oréal-UNESCO International Rising Talent[4]